# Ковганич Галина Василівна
Ковганич Галина Василівна (Миролюба) (*22 грудня 1956, Магадан) — українська кіноактриса, заслужена артистка Української РСР, український філософ, РУНмама (рідна українська національна мати — духовний опікун в РУНВірі), Президент міжнародної благодійної фундації «АРАТТА».

## Біографія
Ковганич Галина Василівна народилася 22 грудня 1956 р. в сім'ї трудової інтелигенції. Мати — Ганна Гнатівна Вітраненко, педагог. Батько — Василь Петрович Ковганич, військовослужбовець.
В 1978 р. закінчила Київський національний університет театру, кіно і телебачення імені Івана Карпенка-Карого. Впродовж 1976-1992 років знімалася у кінофільмах студії «Укртелефільм» (Київ), Кіностудії ім. Олександра Довженка та Одеській кіностудії художніх фільмів. Працювала диктором на українському телебаченні. В 1993 році емігрувала в США.

## В єміграції
В США займалася вивченням стародавньої історії України, дохристиянської духовності. Вступила в релігійну організацію сповідників оновленого українського світогляду — Об'єднання Синів і Дочок України Рідної Української Національної Віри. Була посвячена Духовним учителем РУНВіри Левом Силенком в статус Рунмами (рідна українська національна мати — духовний опікун в РУНВірі), після чого отримала право представляти РУНВіру в США та Україні. При посвяті отримала рідновірське ім'я Миролюба. В США, Галина Ковганич написала книгу-сценарій трисерійного художнього фільму «Либідь — дочка Сонця», яка має українське та англомовне видання.

## Фільмографія
| Фільм                             | Рік  | Роль          |
| Костя Барабаш з 10 "Б"            | 1976 | епізод        |
| Мільйони Ферфакса                 | 1980 | медсестра     |
| Танкодром                         | 1981 | секретар в КБ |
| Третій вимір                      | 1981 | епізод        |
| Житіє святих сестер               | 1982 | монашка       |
| Ніжність до ревучого звіра        | 1982 | Тома          |
| Усмішки Нечипорівки               | 1982 | Василина      |
| Прискорення                       | 1983 | епізод        |
| Канкан в англійському парку       | 1984 | епізод        |
| Кармелюк                          | 1985 | пані          |
| Побачення на Чумацькому шляху     | 1985 | Галина        |
| І ніхто на світі                  | 1986 | медсестра     |
| Розслідування розпочати           | 1987 | епізод        |
| Солом'яні дзвони                  | 1987 | епізод        |
| Блакитна троянда                  | 1988 | епізод        |
| Відьма                            | 1990 | Олена         |
| По-модньому                       | 1992 | пані Кухленко |
| Подвійний ризик (Double Jeopardy) | 1992 | епізод        |

## Книги
- Сценарій трисерійного художнього фільму «Либідь — дочка Сонця» (Lybid, Daughter of the Sun) — Вінниця: Нова книга, 2005. — 392 с. ISBN 966-8609-65-4

## Виступи на телебаченні
- -Майдан ТБ, 07.05.2015р;
- -Майдан ТБ, 23.12.2015р;
- -Позиція, 11.03.16р;